# Mike Green (hokeista ur. 1985)
Mike Green (ur. 12 października 1985 w Calgary) – kanadyjski hokeista.

## Kariera klubowa
- Saskatoon Blades (2000-2005)
- Hershey Bears (2005-2006)
- Washington Capitals (2006-2015)
  -  Hershey Bears (2006-2007)
- Detroit Red Wings (2015-2020)
- Edmonton Oilers (2020-)

### Przebieg kariery
Pierwszym profesjonalnym klubem w karierze Mike’a była drużyna grająca w WHL - Saskatoon Blades. Po kilku sezonach spędzonych w Kanadzie znalazł się w Stanach Zjednoczonych w lidze AHL w drużynie Hershey Bears. Grał tam tylko dwa sezony, ale już podczas drugiego z nich zadebiutował w drużynie NHL - Washington Capitals. Będąc graczem drużyny z Waszyngtonu, został trzykrotnie nominowany do pierwszej drużyny gwiazd ligi (NHL All-Star Team) - w sezonach 08-09, 09-10 oraz 10-11, gdzie został wybrany asystentem kapitana Drużyny Staala
W połowie 2015 został zawodnikiem Detroit Red Wings, podpisując trzyletni kontrakt. W połowie 2018 przedłużył umowę o dwa lata. W lutym 2020 przeszedł do Edmonton Oilers.

### Statystyki
| 2000-01    | Saskatoon Blades    | WHL        | 7   | 0   | 2   | 2   | 0   | -  | -  | -  | -  | -  |
| 2001-02    | Saskatoon Blades    | WHL        | 63  | 3   | 20  | 23  | 57  | 7  | 0  | 1  | 1  | 2  |
| 2002-03    | Saskatoon Blades    | WHL        | 72  | 6   | 36  | 42  | 70  | 6  | 0  | 2  | 2  | 6  |
| 2003-04    | Saskatoon Blades    | WHL        | 59  | 14  | 25  | 39  | 92  | -  | -  | -  | -  | -  |
| 2004-05    | Saskatoon Blades    | WHL        | 67  | 14  | 52  | 66  | 105 | 4  | 0  | 0  | 0  | 6  |
| 2005-06    | Hershey Bears       | AHL        | 56  | 9   | 34  | 43  | 79  | 21 | 3  | 15 | 18 | 30 |
| 2005-06    | Washington Capitals | NHL        | 22  | 1   | 2   | 3   | 18  | -  | -  | -  | -  | -  |
| 2006-07    | Hershey Bears       | AHL        | 12  | 3   | 5   | 8   | 26  | 19 | 7  | 9  | 16 | 38 |
| 2006-07    | Washington Capitals | NHL        | 70  | 2   | 10  | 12  | 36  | -  | -  | -  | -  | -  |
| 2007-08    | Washington Capitals | NHL        | 82  | 18  | 38  | 56  | 62  | 7  | 3  | 4  | 7  | 15 |
| 2008-09    | Washington Capitals | NHL        | 68  | 31  | 42  | 73  | 68  | 14 | 1  | 8  | 9  | 12 |
| 2009-10    | Washington Capitals | NHL        | 75  | 19  | 57  | 76  | 54  | 7  | 0  | 3  | 3  | 12 |
| 2010-11    | Washington Capitals | NHL        | 49  | 8   | 16  | 24  | 48  | 8  | 1  | 5  | 6  | 8  |
| 2011-12    | Washington Capitals | NHL        | 32  | 3   | 4   | 7   | 12  | 14 | 2  | 2  | 4  | 10 |
| 2012-13    | Washington Capitals | NHL        | 35  | 12  | 14  | 26  | 20  | 7  | 2  | 2  | 4  | 4  |
| 2013-14    | Washington Capitals | NHL        | 70  | 9   | 29  | 38  | 64  | -  | -  | -  | -  | -  |
| 2014-15    | Washington Capitals | NHL        | 72  | 10  | 35  | 45  | 34  | 14 | 0  | 2  | 2  | 14 |
| 2015-16    | Detroit Red Wings   | NHL        | 74  | 7   | 28  | 35  | 38  | 5  | 1  | 1  | 2  | 10 |
| 2016-17    | Detroit Red Wings   | NHL        | 72  | 14  | 22  | 36  | 40  | -  | -  | -  | -  | -  |
| WHL ogółem | WHL ogółem          | WHL ogółem | 267 | 37  | 135 | 172 | 324 | 17 | 0  | 3  | 3  | 14 |
| AHL ogółem | AHL ogółem          | AHL ogółem | 68  | 12  | 39  | 51  | 105 | 40 | 10 | 24 | 34 | 68 |
| NHL ogółem | NHL ogółem          | NHL ogółem | 721 | 134 | 298 | 431 | 494 | 76 | 10 | 27 | 37 | 85 |

## Kariera reprezentacyjna
Reprezentacja Kanady z Mikiem w składzie zdobyła srebrny medal na Mistrzostwach Świata w hokeju na lodzie w 2008 roku.

### Statystyki
| Rok                             | Drużyna                         | Turniej                         | Miejsce                         |   | M | G | A  | Pkt | MIN |
| ------------------------------- | ------------------------------- | ------------------------------- | ------------------------------- | - | - | - | -- | --- | --- |
| 2003                            | Kanada                          | Mistrzostwa świata do lat 18    | 1.                              | 7 | 0 | 0 | 0  | 2   |     |
| 2008                            | Kanada                          | Mistrzostwa świata              | 2.                              | 9 | 4 | 8 | 12 | 2   |     |
| Mecze w reprezentacji do lat 18 | Mecze w reprezentacji do lat 18 | Mecze w reprezentacji do lat 18 | Mecze w reprezentacji do lat 18 | 7 | 0 | 0 | 0  | 2   |     |
| Mecze seniorskie                | Mecze seniorskie                | Mecze seniorskie                | Mecze seniorskie                | 9 | 4 | 8 | 12 | 2   |     |

## Sukcesy
Indywidualne
- Mistrzostwa Świata w Hokeju na Lodzie 2008/Elita:
  - Skład gwiazd turnieju
- Występ w Meczu Gwiazd NHL w sezonie 2017-2018